# Hugo Matthysen
Hugo F. M. Matthysen (Ekeren, 30 januari 1956) is een Belgische zanger, gitarist, columnist, schrijver, gediplomeerd filosoof en acteur.

## Biografie
Matthysen studeerde filosofie aan UFSIA in Antwerpen en studeerde af eind jaren 70 in Leuven.
In 1978 speelde hij samen met Bart Peeters en Jan Leyers in de coverband Beri Beri.
In 1984 verscheen hij regelmatig met Bart Peeters en Marcel Vanthilt in Peeters' programma Villa Tempo als De Hermannen. De Hermannen waren drie figuren met zonnebril, blonde pruik en in zwarte jas met daaronder een witte trui getooid, waarmee ze doelbewust op de Duitse zanger Heino leken. Ze speelden absurde sketches. Met The Yéh-Yéhs bracht hij in 1986 een single uit.
Matthysen begon nu ook stukken voor het blad Humo te schrijven, anno 2025 schrijft hij voor het blad nog steeds columns. Hij richtte begin jaren ook een humoristische rockgroep op, genaamd Hugo Matthysen en De Bomen, en had in 1989 wekelijks een bijdrage in het absurde programma Lava van Kamagurka en Herr Seele. In het tijdschrift De Tweede Ronde publiceerde hij light verse. Hij schreef in 1988 en 1989 voor de rubriek "Gloednieuw Gedachtengoed' in het radioprogramma De Groote Magazijnen.
Samen met Bart Peeters maakte hij tussen 1989 en 1998 voor Studio Brussel het humoristisch radioprogramma Het Leugenpaleis waarvoor hij de teksten schreef maar ook diverse stemmen voor zijn rekening nam. Later kwam hiervan een versie voor televisie: het Peulengaleis waarin hij eveneens acteerde. Daarnaast heeft hij ook series zoals Kulderzipken en Dag Sinterklaas op zijn cv staan en is hij ook auteur van toneelstukken zoals Frankenstein en Smrntwsk Alleen (1989), Heksie, De Hersenhap en Onbevreesd (met vis). Hij levert tevens teksten voor De Nieuwe Snaar. Sinds 1989 schreef hij verscheidene boeken. Matthysen schreef  scenario's voor drie Sinterklaasfilms. In 1990 presenteerde hij samen met Guy Mortier de acts op het festival Torhout-Werchter (nu Rock Werchter).
In de eerste helft van de jaren 90 trad hij op met de formatie Hugo Matthysen & De Bomen, die verder bestond uit gitarist/toetsenist Jean Blaute, bassisten Mark Kruithof en Evert Verhees en drummers Walter Mets en Stoy Stoffelen. De formatie bracht in 1990 hun debuutalbum Dankuwel! uit, waarvan de single "Blankenberge" afkomstig is. Hoewel de formatie met het nummer de hitlijsten niet wist te behalen, verkreeg het door de jaren heen in Vlaanderen haast een iconische status. Volgens Patrick De Klerck, van 2011 tot 2017 burgemeester van de stad Blankenberge, deed het nummer het imago van de stad geen goed. Opvolger Red onze planeet kwam al een jaar later. Volgens Matthysen zelf ging het, achteraf bekeken, veel te snel waardoor het album kwalitatief minder sterk was. De populariteit van de muziek was al aan het afnemen toen het derde album Dag allemaal! uitkwam in 1993. De formatie werd vervolgens opgeheven.
Zijn alter ego Clement Peerens, oorspronkelijk een typetje uit het Leugenpaleis, is sinds 1994 bekend geworden met zijn humoristische rockband The Clement Peerens Explosition (CPeX, samen met Ronny Mosuse als Sylvain, Bart Peeters als Swa, later Aram Van Ballaert als Lady Dave). Hij schrijft teksten, zingt in het Antwerps dialect en speelt gitaar en mondharmonica. Met CPeX bracht hij twee albums en een "Best of" uit. Peerens was in november 2011 het onderwerp van een ludieke, deels fictieve documentaire voor het Canvas-programma Belpop. Met de groep trad hij periodiek zowel op in zalen en op zomerfestivals zoals o.a. Crammerock, Hestival, Linkerwoofer, Boomtown, Lokerse Feesten en Maanrock.
Hij schreef de absurde teksten voor de satirische meidengroep Hormonia die vooral tussen 2004 en 2006 actief was.
In december 2021 kondigde Peerens aan dat CPeX stopt eind 2022. Er was een afscheidsconcert gepland in De Roma, maar dit werden er tien. Het laatste jaar trad hij vaak op met de band in zalen zoals Het Depot in Leuven, maar ook op verschillende festivals zoals De Lokerse Feesten, Linkerwoofer, Maanrock en Nostalgie Beach Festival.

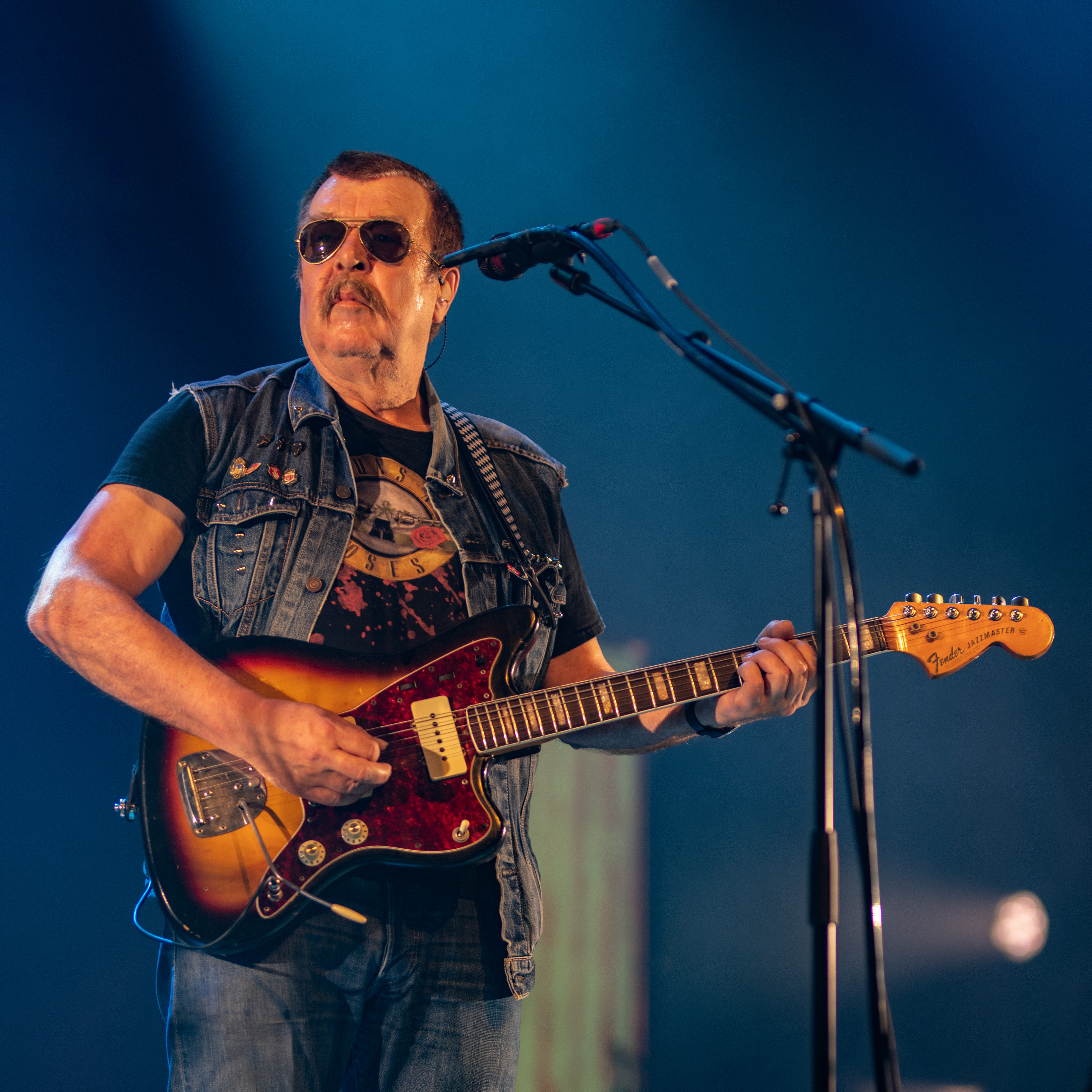
Clement Peerens

In 2022 maakte hij als Clement Peerens met Bart Peeters voor Humo de maandelijkse podcast De Ongelogen Waarheid. Hij won hiermee in oktober 2022 de Belgische Podcast Award voor beste podcast in de categorie Comedy.
Op 7 januari 2023 gaf hij met CPeX het laatste optreden in een reeks van tien uitverkochte afscheidsconcerten in De Roma in thuisstad Antwerpen. Als reden van stopzetting verklaarde Peerens "Daar heeft niemand zaken mee".
In februari 2023 ging Huroram! in première, waarin Matthysen met Aram Van Ballaert en Ronny Mosuse nummers uit zijn hele repertoire brengt. Tijdens de lockdown door de coronapandemie verzamelde hij zijn teksten en muziek die hij voor allerlei projecten schreef. De voorstellingen moesten uitgesteld worden, tot de tournee in 2023.
Tony, de zieke pony, een bundeling van zijn liedjesteksten, verscheen in oktober 2023. Diezelfde maand ontving hij de Drs. P Trofee voor zijn kwaliatieve humoristische teksten.
Hij schreef de liedjes voor het in 2024 op VRT 1 uitgezonden televisieprogramma Menopauzia. Vanaf 2024 gaat hij, geflankeerd  door Aram Van Ballaert en Ronny Mosuse, op tournee met de theatershow Bimdek.  

## Werk

### Discografie
- Dankuwel!, 1990
- Red onze planeet, 1991
- Dag allemaal!, 1993

Als Clement Peerens
- Vindegij Mijn Gat (Ni te Dik in deze Rok), 1999
- Olraait!, 2011

### Boeken
- Frankenstein ... of Smrntwsk alleen!(1988)
- Misdaad, seks en verse vis (1989)
- Joe Roxy verzameld ! ; Ivanhoe (1990)
- Verre zwijnestreken (1991)
- Zeep (1992)[11]
- De man zonder lijk (1992)
- De wijde wereld (1995)
- Honderd-en-één verzinsels (1997)
- Nefast voor het konijn (2007)
- Dag Sinterklaas (2012)
- Onheil in Black Creek (2021)
- Tony,de zieke pony (2023)

### Theater
- Frankenstein ... of Smrntwsk alleen! (1988)
- Casanova's thuisreis (Schnitzler, NTG, 1997)
- Koken met Elvis (Lee Hall, Het Gevolg, 2006)
- Heksie (Het Paleis, 2013)
- De Hersenhap (2015)
- Onbevreesd (2017)
- Onheil in Black Creek (voor muziektheater De Kolonie, 2021)

### Radio en televisie
- Villa Tempo (scenario, 1984-1987)
- Carlos & Co (scenario met Karel Vereertbrugghen en Paul Pourveur, 1987-88)
- Dag Sinterklaas (scenario, 1993, 1994)
- Hij komt, hij komt ... De intrede van de Sint (scenario, 1993, 2003-heden)
- Het Leugenpaleis (met Bart Peeters, Studio Brussel, 1988-98)
- Kulderzipken (scenario vier afleveringen, 1997)
- Het Peulengaleis (scenario en acteur 1999-2002)
- Nefast voor de feestvreugde (scenario, 2000, 2001 en 2002)
- Anneliezen (scenario, 2010)
- Zingaburia (scenario, 2011 - 2014)
- Dag Sinterklaas (scenario, 2019)
- De Itegemse Cronakroniek (2020) op Radio 1.
- Meermaals te gast in Winteruur op Canvas. (2016,2018, 2019, 2022)

### Films
- Ay Ramon! (filmscenario, 2015)
- Sinterklaas en de Wakkere Nachten (scenario, 2018)
- Sinterklaas en Koning Kabberdas (scenario, 2021)

## Onderscheidingen
- Drs. P Trofee (2023)